# Deutschlandsberg (distrikt)
Deutschlandsberg är ett distrikt (Bezirk) i det österrikiska  förbundslandet Steiermark. Distriktets huvudort är Deutschlandsberg. Distriktet gränsar i söder till Slovenien.
Distriktet delas efter en kommunreform 2015 in i en stadskommun, tio köpingskommuner och fyra kommuner:

Kommunerna i distriktet Deutschlandsberg.

Stadskommun (Stadtgemeinde):
- Deutschlandsberg

Köpingskommuner (Marktgemeinden):
- Bad Schwanberg
- Eibiswald
- Frauental an der Laßnitz
- Groß Sankt Florian
- Lannach
- Pölfing-Brunn
- Preding
- Stainz
- Wettmannstätten
- Wies

Kommuner (Gemeinden):
- Sankt Josef (Weststeiermark)
- Sankt Martin im Sulmtal
- Sankt Peter im Sulmtal
- Sankt Stefan ob Stainz